# Верхняя Мельница (Воронежская область)
Верхняя Мельница — хутор в Репьёвском районе Воронежской области России.
Входит в состав Репьёвского сельского поселения.

## Население
| 2010 |
| ---- |
| 0    |